# Antoine Courrière
Pour les articles homonymes, voir Courrière (homonymie).
Antoine Courrière, né le 23 janvier 1909 à Cuxac-Cabardès (Aude) où il est décédé le 20 septembre 1974, est un homme politique français.
Il est le père de l'ancien secrétaire d'État chargé des rapatriés Raymond Courrière,,

## Carrière
- Notaire à Cuxac-Cabardès ;
- Maire de Cuxac-Cabardès de 1953 jusqu'à son décès, en 1974 ;
- Conseiller général du canton de Mas-Cabardès de 1937 à 1974 ;
- Président du bureau départemental d'études économiques de l'Aude et de la commission des finances du conseil général de l'Aude [5];
- Élu conseiller de la République en 1946 ;
- Sénateur de l'Aude jusqu'à son décès, en 1974. Il a été le premier président du groupe socialiste au Sénat à partir de 1959[6].

Considéré comme un homme toujours simple mais quelquefois rugueux, Antoine Courrière avait été surnommé « Le sanglier du Cabardès ». Il a été toute sa vie dévoué à la cause socialiste et a même été secrétaire de la Fédération socialiste de l'Aude.

## Nommés d'après lui
À Cuxac-Cabardès, une place et le collège portent son nom ainsi qu'une avenue à Alzonne des rues à Villepinte et Ferran et deux résidences à Bram.

## Sources
- Rémy Cazals et Daniel Fabre (s.d.), Les Audois, Dictionnaire biographique, Association des Amis des Archives de l'Aude, Fédération Audoise de Œuvres Laïques, Société d'études scientifiques de l'Aude, Carcassonne, 1990  (ISBN 2-906442-07-0)
- Félix Roquefort, Ils sont entrés dans la légende, Conques sur Orbiel, 1981.

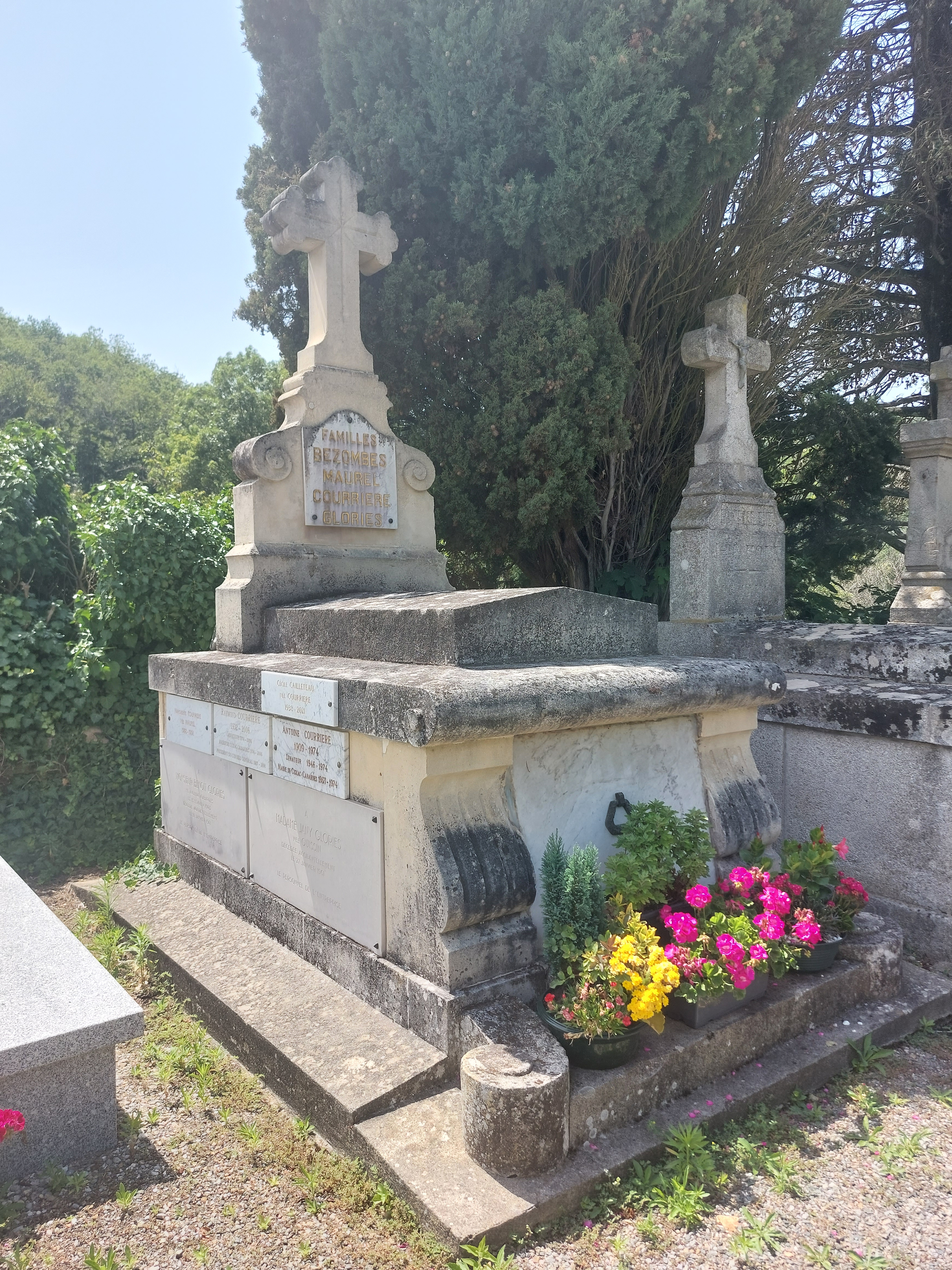
La tombe de Raymond et Antoine Courrière au cimetière de Cuxac-Cabardès.

- Journal La Dépêche du Midi.
- Journal L'Indépendant.
- Journal Midi Libre.
- Journal La République sociale.